# Smurfit Kappa Group
Smurfit Kappa Group — ирландская компания, один из ведущих производителей гофрированной упаковки в Европе. Образована в 2005 году в результате слияния Jefferson Smurfit Group и Kappa Packaging.

## История
Компания Jefferson Smurfit была основана в 1934 году. На протяжении 30 лет она оставалась небольшой фирмой по производству коробок. В 1964 году предприятие было акционировано. С этого момента началась активная экспансия в Ирландии.
В 70-е годы Jefferson Smurfit начинает международную экспансию за счёт освоения рынков Великобритании, США, Европы и Латинской Америки.
В те же годы 2 голландские компании Bührmann-Tetterode и KNP в рамках программы диверсификации начали осваивать рынок упаковки.
В 1986 году Jefferson Smurfit совместно с фондом прямых инвестиций банка Morgan Stanley приобретает 50% Container Corporation of America (CCA). В 1987 году компания приобретает европейское подразделение CCA.
В 1989 году Jefferson Smurfit консолидировало все свои американские активы в одну компанию совладельцем которой стал Morgan Stanley. В том же году компания приобретает доли в Латиноамериканских активах CCA.
В 80-годы на рынок упаковки также выходит шведская группа Assi.
В 90-е годы Jefferson Smurfit Group продолжает экспансию в Европе через приобретения активов в Германии, Франции, Великобритании и Нидерландах.
В 1993 году голландские Bührmann-Tetterode и KNP объединились в KNPBT для укрепления позиций на европейском рынке.
В 1995 году Jefferson Smurfit Group приобретает французскую Limousin paper Company, австрийскую Nettingsdorfer paper Company и 33% шведской Munksjö Sweden.
В 1998 году из KNPBT была выделена Kappa Packaging, специализирующаяся на производстве упаковки.
В том же году Jefferson Smurfit Corporation и Stone Container Corporation объединились, создав крупнейшего в мире производителя упаковки из гофрокартона. Объединённая компания начинает активные поглощения не только на традиционных рынках, но и в Китае.
В 2001 году Kappa Packaging приобретает шведскую AssiDomän Group, тем самым практически удваивая размеры собственного бизнеса.
В 2002-03 годах Jefferson Smurfit Group приобретается американской инвестиционной компанией Madison Dearborn Partners, для которой это приобретение было пятым в данном сегменте.
В 2005 году произошло объединение Jefferson Smurfit Group и Kappa Packaging. Объединённой компанией владели Madison Dearborn Partners, Cinven Limited, CVC Capital Partners менеджмент.
В 2006 году для реализации синергетического эффекта внутри компании была проведена значительная реорганизация.
В 2007 году было проведено IPO объединённой компании, в результате которого было выручено €1,5 млрд. После IPO Madison Dearborn Partners, Cinven Limited и CVC Capital Partners в совокупности контролировали 45 % акционерного капитала компании.

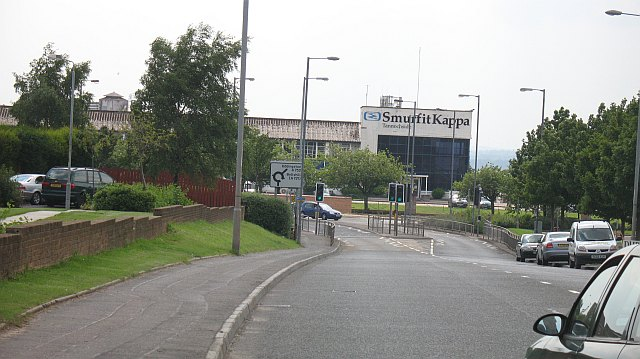
Фабрика Smurfit Kappa

Сегодня Smurfit Kappa Group является мировым лидером на рынке бумажной упаковки и европейским лидером на рынке упаковки из гофрокартона. 
Smurfit Kappa Group является вертикально интегрированной компанией: от переработки макулатуры до реализации готовой упаковки конечному потребителю.
У компании в России было, до 2022 года, четыре предприятия, на страну приходился около 1 % её продаж.